# Luleå
Luleå (saamski: Luleju, finski: Luulaja) je grad i središte istoimene općine i županije Norrbotten u sjevernoj Švedskoj.

## Zemljopis
Luleå se nalazi na poluotoku Svartöstaden gdje se zaljev rijeke Lule spaja s Botničkim zaljevom, no veća površina grada (2.100 km²) se nalazi na polderima koji su oduzeti od mora. Kako se Luleå spojila s otokom Hertsönom, danas je 7. po broju stanovnika u Švedskoj.
Arhipelag Luleå se sastoji od više od 700 otoka koji se protežu sve do granice s Finskom.

## Povijest
Na većini otoka arhipelaga Luleå pronađeni su prapovijesni labirinti kanala koji su korišteni za navodnjavanje i rituale. Od njih 300 na svijetu, 100 ih se nalazi na arhipelagu Luleå.
Luleå je bila važnom lukom od 13. do 15. stoljeća, a gradsku povelju joj je dodijelio kralj Gustav II. Adolf dobila tek 1621. godine.
Grad se morao premjestiti 1649. godine zbog uzdidanja tla zbog kojega je njegova luka postala preplitka za pristajanje brodova. Danas se na mjestu starog grada nalazi Crkvena četvrt Gammelstad koja je ostala važnim hodočasničkim mjestom.
God. 1887. Luleåu je opustošio strašan požar koji je poštedio tek poneku zgradu. Nakon požara grad se obnovio i njegova najviša građevina je neogotička katedrala iz 1893. godine (67 m).
Od dolaska željeznice 1888. godine, Luleå se razvila u veliko industrijsko središte oko luke i obližnjih rudnika željeza u Bergvikenu. God. 1912. otvorila se radionica Notvikenu i čeličana u Karlsviku. God. 1933. obližnja naselja Svartöstaden, Skurholmen och Bergnäset i Skurholmen su se spojili s gradom Luleå. Od 1940ih do 1980-ih Luleå je bila najbrže rastući grad u Švedskoj, a izgradila su se stambena naselja Vanhankaupunginlahti i Bergnäset, ali i vojni garnizon 1942. godine, od kojeg je 1993. ostalo samo zrakoplovstvo.

## Znamenitosti
Svjetska baština Crkveno naselje Gammelstad (švedski: Gammelstads kyrkstad), stari dio grada Luleå oko 10 km uzvodno uz rijeku Lule, je najbolje sačuvani primjer gradova koji su nekada bili rašireni cijelom sjevernom Skandinavijom. Njegovo središte čini kamena crkva s početka 15. stoljeća (najveće sačuvane crkve te vrste na sjeveru Skandinavije) koja je okružena s 424 drvene kuće (podijeljene u 555 prostorija) koje su služile za prenoćište hodočasnika koji bi nedjeljom, i vjerskim blagdanima, pohodili crkvu, a živjeli su predaleko da bi to obavili i vratili se u istom danu.
Gammelstad je izvanredan primjer tradicionalnog crkvenog grada na sjeveru Skandinavije, a ilustrira adaptaciju klasičnog urbanog dizajna s posebnim zemljopisnim i klimatskim odlikama negostuljubivog prirodnog okruženja. To je vrsta naselja koje je oblikovano ljudskim vjerskim i društvenim potrebama, a ne gospodarskim i zemljopisnim uvjetima, namijenjeni za korištenje samo tijekom vikenda i crkvenih festivala.
Naselje je postao okupljalište za tri skupine, trgovci iz primorskih područja Botničkog zaljeva, lokalnih poljoprivrednika, te Saamija (Laponaca) iz zaleđa. Od toga, seljaci su do sredine 16. stoljeća bili najveća skupina. Društveni okvir se razvio oko župne crkve, pod utjecajem samo dva čimbenika, trgovina i vjerska hodočašća iz okolnih sela i poljoprivrednih gospodarstava, koji nisu bili u mogućnosti da prisustvuju crkvenoj službi i vratiti se kući u istom danu. Stoga je izgrađeno selo oko crkve sa samo jednim ciljem, da hodočasnici mogu prenoćiti. Uskoro je oko njega nastalo naselje koje je ostalo nedirnuto industrijskim razvojem, jer je željeznica u 19. stoljeću prošla mnogo južnije, kod općinskog središta, grada Luleåe.
- Novi grad s katedralom
- Glavna ulica s katedrale
- Tehnološko sveučilište zimi
- Crkva u Gammelstadu

## Stanovništvo
Prema podacima o broju stanovnika iz 2005. godine u gradu je živjelo 45.467 stanovnika.

### Slavni stanovnici
| - Breach, švedska glazbena rock skupina - Ingvar Wixell, švedski operni pjevač - John W. Nordstrom, osnivač Nordstroma - Leif Östling, predsjednik tvrtke Scania - Machinae Supremacy, metal rock sastav - Marita Ulvskog, političar - The Duskfall, švedski death metal sastav | - Martin Ljung, glumac - Maud Adams, glumica - Movits!, hip-hop sastav - Per Ledin, hokejaš - Raised Fist, švedska glazbena rock skupina - The Bear Quartet, švedska glazbena rock skupina |

## Gospodarstvo
Luka Luleå je, s preko 7 milijuna tona tereta godišnje, 5. po prometu u Švedskoj. Većinu tereta čini željezna rudača iz obližnjih LKAB rudnika u mjestima Kiruna i Gällivare/Malmberget. Zimi se transport neometano obavlja zahvaljujući armadi ledolomaca čija je matična luka Luleå.
Luleå ia raznoliko gospodarstvo koje uključuje tehnološka istraživanja (prvi GSM poziv 1989., VDSL baterijski standard, RDS i DAB radio sustavi, HDTV sustav, GPS za mobilne telefone 2005. i sl.) i obrazovanje (Tehnološko sveučilište), teška industrija (SSAB čeličana, Ferruform, Gestamp), trgovinu i uslužne djelatnosti.

## Vanjske poveznice
- Službene stranice grada

### Ostali projekti
|  | Zajednički poslužitelj ima još gradiva o temi Luleå |